# Bisbat de Vác

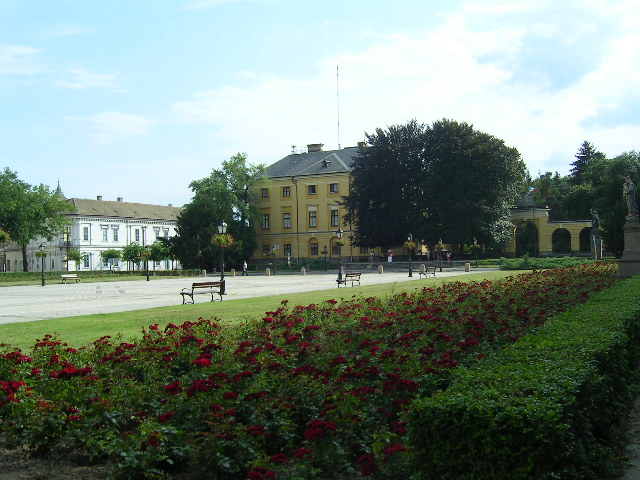
Al centro, el palazzo episcopale di Vác, i sulla sinistra la sede della biblioteca i degli archivi diocesani.

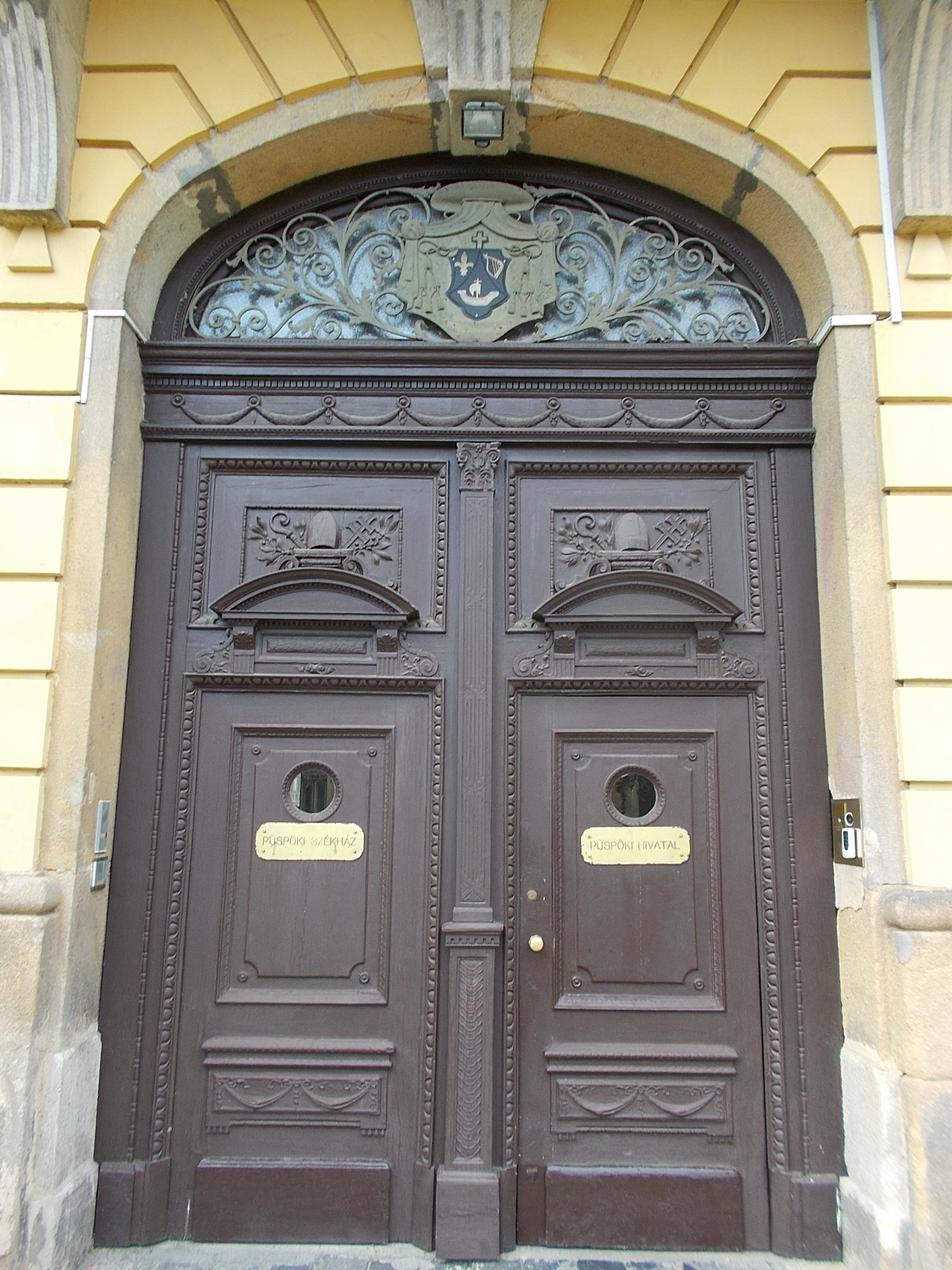
Portone del palazzo episcopale.

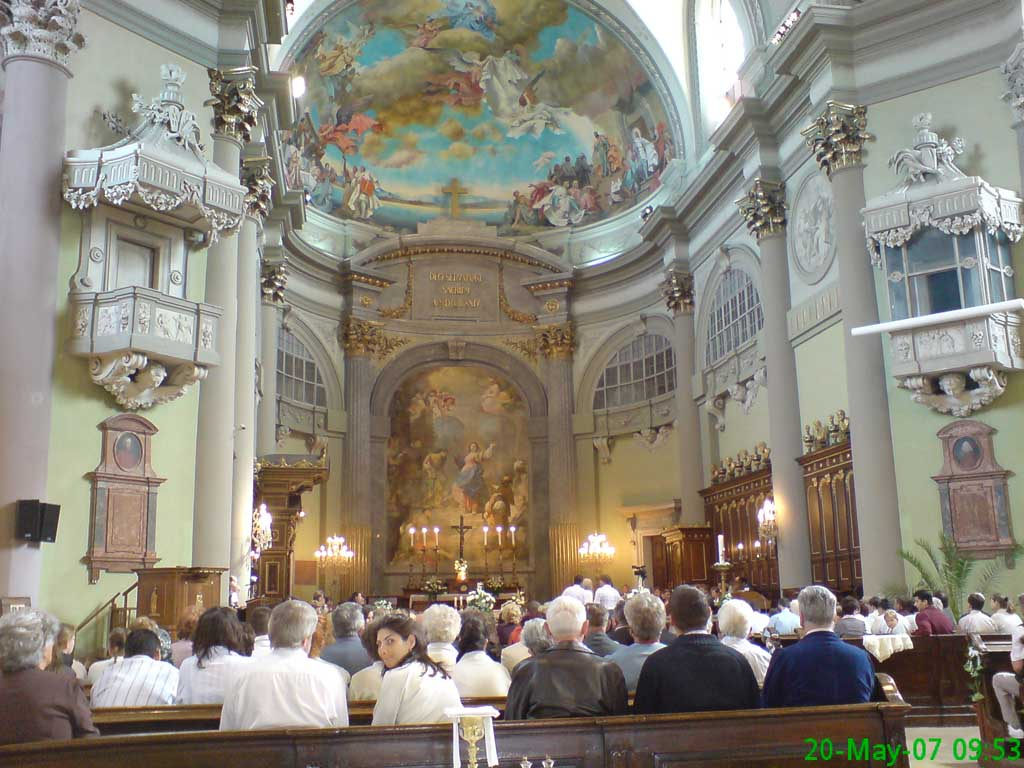
Interno della cattedrale di Vác, dietro l'altare la Visitazione, affresco di Franz Anton Maulbertsch, dello stesso autore l'affresco della cupola (1772).

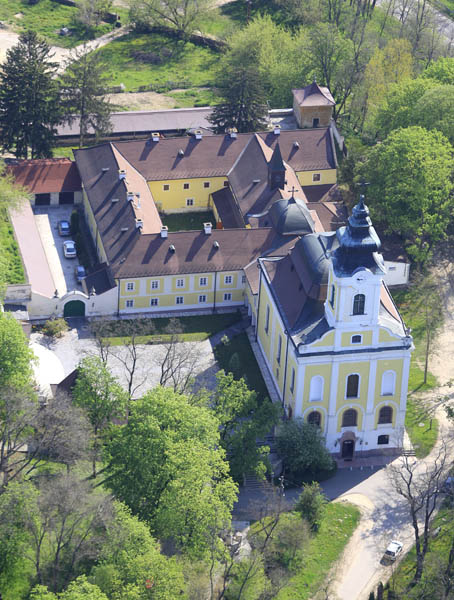
Il santuario mariano i basilica minore di Máriabesnyő.

El bisbat de Vác (hongarès: Váci egyházmegye, llatí: Dioecesis Vaciensis) és una seu de l'Església Catòlica a Hongria, sufragània de l'arquebisbat d'Eger. Al 2017 tenia 638.500 batejats sobre una població de 1.113.300 habitants. Actualment està regida pel bisbe Zsolt Marton.

## Territori
La diòcesi, la segona més populosa d'Hongria, comprèn íntegrament la província de Nógrád, gran part de la província de Pest, algunes zones de la perifèria de Budapest i algunes parts menors de les províncies d'Heves i de Jász-Nagykun-Szolnok.
La seu episcopal és la ciutat de Vác, on es troba la catedral de l'Assumpció. A més, a la basílica hi ha tres basíliques menors més: el santuari de Nostra Senyora d'Hongria (Magyarok Nagyasszonya Bazilika) de Márianosztra; i els santuaris marians (Nagyboldogasszony Bazilika) de Mátraverebély i de Máriabesnyő.
El territori s'estén sobre 8.800 km², i està dividit en 222 parròquies, agrupades en 3 ardiaconats i 10 decanats:
- ardiaconat de Nógrád: decanats de Érsekvadkert, Salgótarján i Szécsény;
- ardiaconat de Szolnok: decanats de Dabas, Nagykáta i Szolnok;
- ardiaconat de Vác: decanats de Gödöllő, Hatvan, Pásztó i Vác.

### Les catedrals
El 1752 Michele Carlo Althann va fer projectar la renovació de l'antiga catedral de San Miquel a l'arquitecte Ignác Oracsek, obres que realment van ser iniciades pel seu successor Pál Forgách, però que van ser immediatament catastròfiques i l'església va esdevenir inservible, tant que el successor de Forgách, Károly Eszterházy, va decidir ubicar la catedral que finalment va realitzar el seu successor Migazzi en un altre lloc. Després de la indisponibilitat de l'antiga catedral, l'església dominica va servir temporalment de catedral. Károly Eszterházy va decidir construir una nova catedral en un altre lloc i va tenir un projecte faraònic realitzat per l'arquitecte Pilgramm. El 24 de maig de 1762 va posar la primera pedra de la nova catedral, però menys d'un mes després, el 17 de juny, va ser traslladat a Eger i va tornar Migazzi, que, atès que, mentrestant, l'arquitecte Pilgramm havia mort (el projecte el va acabar un alumne), el va portar a terme. l'arquitecte de Viena Isidore Canevale, que va considerar que el projecte Pilgramm era absolutament sobredimensionat i va declarar que la catedral necessitava més espai. Per això Migazzi va decidir tenir un nou projecte a càrrec de Canevale i crear l'espai al mateix lloc identificat per Eszterházy, enderrocant edificis circumdants (casernes i cases). Per tant, Migazzi (amb el projecte de Canevale) va utilitzar part dels fonaments, acabats de realitzar, del projecte Pilgramm. També va enderrocar l'antiga catedral de San Miquel (de la qual avui només són visibles les traces), ampliant la plaça principal.

## Historial
Hauria estat erigida per sant Esteve el 1004 i el primer bisbe, seguidor de sant Gerard, va ser nomenat pel mateix Sant Esteve el 1008. La documentació més antiga encara existent data del 1075, mentre que per al període anterior només disposem de documentació indirecta. Els seus bisbes fins al 1848 tenien el títol i la funció de bisbe-comte. Va ser originàriament sufragània de l'arxidiòcesi d'Esztergom (actualment arxidiòcesi d'Esztergom-Budapest).
Fins al 1993 va romandre entre les principals diòcesis hongareses tant per la vasta extensió del seu territori, i sobretot perquè també va incloure tota la ciutat (des de 1873, semi-ciutat) de Pest.
El 31 de maig de 1993 es va convertir en sufragània de l'arxidiòcesi d'Eger i va cedir porcions del seu territori, incloent Pest, en benefici de les diòcesis veïnes, perdent així la primacia de la població entre les diòcesis hongareses.

### Bisbes
Per subratllar la importància històrica de la diòcesi (inclosa abans del 1993, entre altres coses, també la ciutat de Budapest), observem la importància internacional de la majoria dels bisbes (molts dels quals eren cardenals i més tard designats arquebisbes de Viena), entre els quals destaquen Michele Federico Althann, que també fou alhora virrei de Nàpols, (1718 - 1734); Michele Carlo Althann, arquebisbe de Bari i primat de la Pulla, (1734 - 1756); Carlo Ambrogio Ferdinand d'Habsburg, arxiduc d'Àustria, nascut a Milà el 1785, primer va ser administrador apostòlic, ja que no era capellà i va ser ordenat un any després (1806 - 1808).

## Cronologia episcopal
- Benetha (o Beszteréd o Bőd) † (1008 - ?)
- Kelemen † (abans del 1052 - després del 1055)
- Áron † (circa 1075)
- Marcello † (1103 - 1119 nomenat arquebisbe d'Esztergom)
- Marcellino † (1119 - 1139)
- Odo † (1140 - 1151)
- Hippolyt † (1156 - 1157)
- Dedács † (1158 - 1169)
- Jób † (1170 - 1183)
- Boleszló † (1188 - 1213 mort)
- Jakab † (1213 - 1221)
- Bereck † (1221 - 1237)
- Mátyás † (1237 - 6 de març de 1240 nomenat arquebisbe d'Esztergom)
- István Báncsa † (1241 - 7 de juliol de 1243 nomenat arquebisbe d'Esztergom)
- Jeromos † (1243 - 1259)
- Mátyás † (1259 - 1262)
- Fülöp † (1262 - 1278)
- Tamás † (1278 - 1289)
- László Aba † (1289 - 1293)
- Lukács Aba † (1294 - 1311 mort)
  - Benedek † (1313 - 1317) (administrador apostòlic)
- Lőrinc † (10 d'abril de 1318 - 1329 mort)
- Rudolf, O.P. † (19 de juny de 1329 - 1342 mort)
- Mihály Széchényi † (8 de juliol de 1342 - 18 de novembre de 1362 nomenat bisbe d'Eger)
- János de Surdis † (1363 - 1375 nomenat bisbe de Győr)
- Péter † (5 de maig de 1376 - 1400)
- Miklós † (20 d'abril de 1401 - 1405)
- Fülöp † (1407 - 1419 mort)
- Miklós Ilsvai † (23 d'octubre de 1419 - 1430 mort)
- Mátyás Gathali † (8 de gener de 1438 - 9 de maig de 1440 nomenat bisbe de Veszprém)
- Péter Agmándi † (9 de maig de 1440 - 28 de juliol de 1449 nomenat bisbe de Transilvania)
- Vince Szilassi † (17 de juliol de 1450 - 1473 mort)
- Miklós Báthori † (22 d'abril de 1474 - 1507 mort)
- János Gosztony † (15 d'abril de 1508 - 10 de febrer de 1511 nomenat bisbe de Győr)
  - Ferenc Várady † (30 d'abril de 1511 - 13 d'agost de 1515 nomenat bisbe de Transilvania) (vescovo eletto)
- László Szalkai † (13 d'agost de 1515 - 18 de juny de 1523 nomenat bisbe d'Eger)
- János Ország de Guth † (1520 - 1532 mort)
- Stjepan Brodarić † (30 de març de 1539 - 7 de novembre de 1539 mort)
- Agostino Sbardelatti † (1548 - 1553 mort)
- Balázs Péterváradi † (1553 - 1560 mort)
- János Újlaky † (17 de juliol de 1560 - 1578 mort)
- Zakariás Mossóczy † (27 d'octubre de 1578 - 7 d'octubre de 1583 nomenat bisbe de Nitra)
- Márton Pethe de Hetes † (26 d'octubre de 1583 - 16 de gener de 1589 nomenat bisbe de Gran Varadino)
- István Mathisy † (23 de gener de 1589 - 1591 mort)
  - Sede vacante (1591-1594)
- István Szuhay † (6 de juny de 1594 - 23 d'octubre de 1600 nomenat bisbe d'Eger)
- Péter Radovich † (15 de desembre de 1600 - 19 de novembre de 1608 mort)
- Pál Almásy † (27 de gener de 1610 - 13 de setembre de 1621 mort)
  - Tamás Balásfy † (11 d'octubre de 1621 - 29 de setembre de 1622 nomenat bisbe de Pécs) (no confirmat)
  - Miklós Dallos † (1622 - 5 de maig de 1623 nomenat bisbe de Győr) (no confirmat)
- István Sennyey † (27 de gener de 1627[3] - 11 de juliol de 1628 nomenat bisbe de Veszprém)
  - Pál Dávid † (18 de juliol de 1628 - 6 d'octubre de 1631[4] nomenat bisbe de Veszprém) (no confirmat)
  - Juraj Drašković † (25 d'octubre de 1630 - 22 d'octubre de 1635 nomenat bisbe de Győr) (no confirmat)
- Gergely Nagyfalvay † (13 d'agost de 1640 - 1642 o 1643 mort)
  - János Püsky † (6 de juliol de 1643 - 13 de setembre de 1644 nomenat bisbe de Nitra) (no confirmat)
  - István Bosnyák † (13 de setembre de 1644 - 23 de setembre de 1644 mort) (no confirmat)
  - Mihály Kopcsányi † (1644 - març de 1646 mort) (no confirmat)
  - László Hosszútóthy † (3 d'abril de 1646 - 1648 mort) (no confirmat)
  - János Püsky † (20 d'abril de 1648 - 1 de febrer de 1649 nomenat arquebisbe de Kalocsa) (per segona vegada) (no confirmat)
- Mátyás Tarnóczy † (14 de juny de 1655[5] - 30 d'agost de 1655 mort)
  - Zsigmond Zongor † (27 de setembre de 1655 - 5 de novembre de 1657 mort) (no confirmat)
  - Tamás Pálffy † (25 d'abril de 1658 - 16 d'agost de 1660 nomenat bisbe d'Eger) (no confirmat)
  - Ferenc Szentgyörgyi † (16 d'agost de 1660 - 1662 mort) (no confirmat)
- Ferenc Szegedy † (10 de desembre de 1663[6] - 21 de març de 1672[7] nomenat bisbe d'Eger)
- György Pongrácz † (2 de maig de 1672[8] - 5 de març de 1676 mort)
- János Gubasóczy † (12 de juliol de 1677 - 13 de maig de 1680 nomenat bisbe de Nitra)
- Péter Korompay † (28 d'abril de 1681 - 20 d'abril de 1682[9] nomenat bisbe d'Eger)
- János Kéry † (8 de juny de 1682 - 3 de març de 1685 mort)
- Miklós Balogh † (18 de març de 1686 - 6 d'octubre de 1689 mort)
- Mihály Dwornikovich † (14 d'octubre de 1695[10] - 1705 mort)
- Imre Esterházy, O.S.P.P.E. † (1 d'agost de 1707 - 9 de setembre de 1709 nomenat bisbe de Zagreb)
- Sigismund Kollonitsch † (14 d'octubre de 1708 - 1 de juliol de 1716 nomenat arquebisbe de Viena)
- Wilhelm von Leslie † (5 d'octubre de 1716 - 5 de gener de 1718 nomenat bisbe de Lubiana)
- Michele Federico Althann † (27 de juny de 1718 - 20 de juny de 1734 mort)
- Michele Carlo Althann † (2 de desembre de 1735 - 17 de juliol de 1756 mort)
- Cristoforo Migazzi † (20 de setembre de 1756 - 23 de maig de 1757 nomenat arquebisbe de Viena)
- Pál Forgách † (26 de setembre de 1757 - setembre de 1759 mort)
- Károly Eszterházy † (3 de març de 1760 - 19 d'abril de 1762 nomenat bisbe d'Eger)
  - Cristoforo Migazzi † (19 d'abril de 1762 - 1786 renuncià) (administrador apostòlic)
- Ferenc Splenyi † (10 de març de 1788 - 22 de desembre de 1795 mort)
  - Carlo Ambrogio Ferdinando d'Asburgo † (17 de novembre de 1806 - 16 de març de 1808 nomenat arquebisbe d'Esztergom) (administrador apostòlic)
- László Kámánházy † (11 de juliol de 1808 - 4 de febrer de 1817 mort)
- Ferenc Nádasdy † (17 de novembre de 1823 - 24 de novembre de 1845 nomenat arquebisbe de Kalocsa)
- Ágoston Roskoványi † (5 de setembre de 1854 - 15 d'abril de 1859 nomenat bisbe de Nitra)
- Antal József Peitler † (15 d'abril de 1859 - 24 de juliol de 1885 mort)
- Konštantín Schuster † (17 de març de 1887 - 23 de juliol de 1899 mort)
- Károly Emmánuel Csáky † (19 d'abril de 1900 - 16 de febrer de 1919 mort)
- Árpád István Hanauer † (9 de setembre de 1919 - 1942 mort)
- József Pétery † (24 de setembre de 1942 - 15 de novembre de 1967 mort)
- József Bánk † (10 de gener de 1969 - 2 de febrer de 1974 nomenat arquebisbe d'Eger)
- Mihály Endrey † (7 de gener de 1975 - 4 de juliol de 1977 mort)
- József Bánk † (2 de març de 1978 - 3 de març de 1987 jubilat)
- Izidor István Marosi † (3 de març de 1987 - 11 de febrer de 1992 jubilat)
- Ferenc Keszthelyi, O.Cist. † (11 de febrer de 1992 - 27 de març de 2003 jubilat)
- Miklós Beer (27 de maig de 2003 - 12 de juliol de 2019 jubilat)
- Zsolt Marton, dal 12 de juliol de 2019

## Estadístiques
A finals del 2017, la diòcesi tenia 638.500 batejats sobre una població de 1.113.300 persones, equivalent al 57,4% del total.
| any  | població  | població  | població | sacerdots | sacerdots       | sacerdots       | sacerdots             | diaques | religiosos | religiosos | parròquies |
| ---- | --------- | --------- | -------- | --------- | --------------- | --------------- | --------------------- | ------- | ---------- | ---------- | ---------- |
| any  | batejats  | total     | %        | total     | clergat secular | clergat regular | batejats por sacerdot | diaques | homes      | dones      |            |
| 1948 | 1.187.345 | 1.671.987 | 71,0     | 580       | 452             | 128             | 2.047                 |         | 220        | 777        | 246        |
| 1969 | 1.300.000 | 2.000.000 | 65,0     | 429       | 429             |                 | 3.030                 |         |            |            | 276        |
| 1980 | 1.300.000 | 2.032.000 | 64,0     | 441       | 412             | 29              | 2.947                 |         | 29         |            | 276        |
| 1990 | 1.200.000 | 2.020.000 | 59,4     | 387       | 359             | 28              | 3.100                 | 2       | 28         |            | 252        |
| 1999 | 708.000   | 1.070.000 | 66,2     | 228       | 190             | 38              | 3.105                 | 6       | 55         | 230        | 225        |
| 2000 | 708.000   | 1.070.000 | 66,2     | 223       | 189             | 34              | 3.174                 | 6       | 47         | 227        | 225        |
| 2001 | 705.000   | 1.067.000 | 66,1     | 228       | 190             | 38              | 3.092                 | 5       | 48         | 195        | 225        |
| 2002 | 705.000   | 1.067.000 | 66,1     | 224       | 186             | 38              | 3.147                 | 6       | 45         | 188        | 225        |
| 2003 | 705.000   | 1.067.000 | 66,1     | 229       | 191             | 38              | 3.078                 | 6       | 45         | 183        | 225        |
| 2004 | 640.000   | 1.116.000 | 57,3     | 221       | 185             | 36              | 2.895                 | 6       | 43         | 168        | 225        |
| 2010 | 640.000   | 1.116.000 | 57,3     | 222       | 199             | 23              | 2.882                 | 14      | 35         | 57         | 221        |
| 2014 | 640.000   | 1.116.000 | 57,3     | 221       | 178             | 43              | 2.895                 | 32      | 53         | 41         | 220        |
| 2017 | 638.500   | 1.113.300 | 57,4     | 214       | 174             | 40              | 2.983                 | 37      | 48         | 41         | 222        |